# 多田成美
多田 成美（ただ なるみ、2003年6月24日 - ）は日本の女優、ファッションモデル。東京都出身。元スターダストプロモーション所属。

## 略歴
第20回ニコラモデルオーディションでグランプリを受賞し、ニコラ専属モデルとなる。
2017年4月、NHK Eテレのバラエティ番組「すイエんサー」に出演する「すイエんサーガールズ」の新メンバーとなる。
nicolaとワイモバイルのコラボキャンペーン、ニコラ学園ワイモバスマホ部の部員として活動する。
ニコラ2020年5月号でニコモ卒業。

## 人物
- 特技は、クラシックバレエ[1]。
- 運動好きだが、水泳は不得意である[3]。
- 憧れの芸能人は、永野芽郁、葵わかな[8]。
- 好きな食べ物は、チョコバナナ[8]。
- nicola2019年4月号付録のマンガ冊子に、多田成美プロデュースによる、ふかさわ映『ハツ恋は2度おいしい』が掲載された[9][10]。

## 出演

### バラエティ
- すイエんサー（2017年4月 - 2023年3月、NHK Eテレ） - すイエんサーガールズ[3]

### テレビドラマ
- 警視庁いきもの係 第7話（2017年8月20日、フジテレビ）[11]
- 絶対零度〜未然犯罪潜入捜査〜 第2話（2018年7月16日、フジテレビ） - 元宮七海 役[12]
- 親バカ青春白書 第4話（2020年8月23日、日本テレビ）

### MV
- 175R 「ANNIVERSARY」（2018年）[13][14]

### 広告
- ワイモバイル「全国統一スマホデビュー検定」（2018年）Webムービー[15][16]
- 日本きものシステム協同組合 情報サイト「HATACHI」（2019年）イメージ多彩な新作「赤い振袖」特集☆[17][18]

## 書籍

### 雑誌
- nicola（2016年10月号 - 2020年5月号 、新潮社） - 専属モデル[2]

### ムック本
- NEXTGIRL図鑑 2019（2018年11月19日、玄光社）ISBN 978-4768311189 モデル[19]